# Psalm 118
Psalm 118 is een psalm uit Psalmen in de Hebreeuwse Bijbel.

## Muziek
Vers 6 en 7 is onder meer getoonzet door Dietrich Buxtehude: Der Herr ist mit mir, BuxWV 15. Buxtehude sluit nog af met een Alleluia.

## Trivia
- In de nacht waarin Jezus verraden werd vierde Hij met zijn discipelen het Pesachmaal ook wel Laatste Avondmaal. Voordat zij naar de Olijfberg vertrokken zongen zij de lofzang, waarmee het Hallel en dus ook Psalm 118 bedoeld wordt (Marcus 14:26).
- De psalm staat tussen het kortste hoofdstuk van de Bijbel (Psalm 117) en het langste hoofdstuk van de Bijbel (Psalm 119).

1 · 2 · 3 · 4 · 5 · 6 · 7 · 8 · 9 · 10 · 11 · 12 · 13 · 14 · 15 · 16 · 17 · 18 · 19 · 20 · 21 · 22 · 23 · 24 · 25 · 26 · 27 · 28 · 29 · 30 · 31 · 32 · 33 · 34 · 35 · 36 · 37 · 38 · 39 · 40 · 41 · 42 · 43 · 44 · 45 · 46 · 47 · 48 · 49 · 50 · 51 · 52 · 53 · 54 · 55 · 56 · 57 · 58 · 59 · 60 · 61 · 62 · 63 · 64 · 65 · 66 · 67 · 68 · 69 · 70 · 71 · 72 · 73 · 74 · 75 · 76 · 77 · 78 · 79 · 80 · 81 · 82 · 83 · 84 · 85 · 86 · 87 · 88 · 89 · 90 · 91 · 92 · 93 · 94 · 95 · 96 · 97 · 98 · 99 · 100 · 101 · 102 · 103 · 104 · 105 · 106 · 107 · 108 · 109 · 110 · 111 · 112 · 113 · 114 · 115 · 116 · 117 · 118 · 119 · 120 · 121 · 122 · 123 · 124 · 125 · 126 · 127 · 128 · 129 · 130 · 131 · 132 · 133 · 134 · 135 · 136 · 137 · 138 · 139 · 140 · 141 · 142 · 143 · 144 · 145 · 146 · 147 · 148 · 149 · 150 · 151